# Episodi di Girlfriends (serie televisiva 2000) (sesta stagione)
| nº | Titolo originale                          | Titolo italiano            | Prima TV USA      | Prima TV Italia  |
| -- | ----------------------------------------- | -------------------------- | ----------------- | ---------------- |
| 1  | Fits & Starts                             | Aggiustamenti e inizi (1)  | 19 settembre 2005 | 26 luglio 2008   |
| 2  | Odds & Ends                               | Rimasugli (2)              | 26 settembre 2005 | 26 luglio 2008   |
| 3  | And Nanny Makes Three                     | Le opportuniste            | 3 ottobre 2005    | 26 luglio 2008   |
| 4  | Latching on and Lushing Out               | Prendere o lasciare        | 10 ottobre 2005   | 27 luglio 2008   |
| 5  | Judging Edward                            | Il giudice                 | 17 ottobre 2005   | 27 luglio 2008   |
| 6  | Everything Old Is New Again               | Una relazione sconvolgente | 24 ottobre 2005   | 27 luglio 2008   |
| 7  | Trials and Errors                         | Esperimento ed errori      | 7 novembre 2005   | 2 agosto 2008    |
| 8  | Hot Girl on Girl Action                   | Il chiarimento             | 14 novembre 2005  | 2 agosto 2008    |
| 9  | Sleeping Dogs                             | Giochi di società          | 21 novembre 2005  | 2 agosto 2008    |
| 10 | My Business, Not Your Business            | La trasformazione          | 28 novembre 2005  | 3 agosto 2008    |
| 11 | All God's Children                        | La festa delle luci        | 12 dicembre 2005  | 3 agosto 2008    |
| 12 | The Music In Me                           | La musica in me            | 16 gennaio 2006   | 3 agosto 2008    |
| 13 | The It Girl                               | La ragazza copertina       | 6 febbraio 2006   | 30 agosto 2008   |
| 14 | Work In Progress                          | Lavori in corso            | 13 febbraio 2006  | 30 agosto 2008   |
| 15 | Oh, Hell Yes: The Seminar                 | Il seminario               | 20 febbraio 2006  | 30 agosto 2008   |
| 16 | Game Over                                 | Fine partita               | 27 febbraio 2006  | 31 agosto 2008   |
| 17 | I'll Be There For You...but Not Right Now | La casa dei sogni          | 27 marzo 2006     | 31 agosto 2008   |
| 18 | The Game                                  | La partita                 | 17 aprile 2006    | 31 agosto 2008   |
| 19 | It's Raining Men                          | L'imprenditrice dell'anno  | 24 aprile 2006    | 6 settembre 2008 |
| 20 | I Don't Wanna Be a Player No More         | La resa dei conti          | 1º maggio 2006    | 6 settembre 2008 |
| 21 | Party Over Here                           | Festa malinconica          | 8 maggio 2006     | 6 settembre 2008 |
| 22 | Ain't Nothing Over There                  | Il cavaliere scintillante  | 8 maggio 2006     | 7 settembre 2008 |

## Aggiustamenti e inizi (1)
- Titolo originale: Fits & Starts
- Diretto da: Gina Prince-Bythewood
- Scritto da: Mara Brock Akil

## Rimasugli (2)
- Titolo originale: Odds & Ends
- Diretto da: Gina Prince-Bythewood
- Scritto da: Regina Y. Hicks